# James Abercrombie (General)

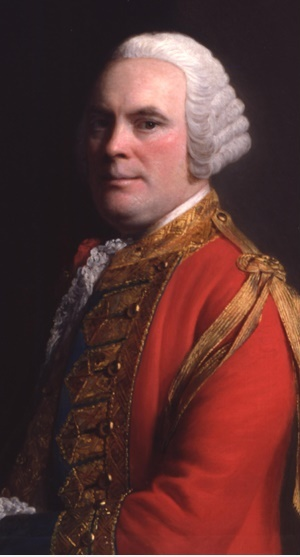
James Abercrombie, Porträt von Allan Ramsay um 1759/60

James Abercrombie (* 1706 in Glassaugh, Banffshire; † 28. April 1781 in Stirling, Stirlingshire) war ein britischer General im Franzosen- und Indianerkrieg.

## Leben
Er war der älteste Sohn und Erbe des Unterhausabgeordneten Alexander Abercrombie (1677–1729), Gutsherr von Glasshaugh in Banffshire. Im Alter von nur elf Jahren trat er als Ensign des 25th Regiment of Foot in die British Army ein. 1724 wechselte er zum 30th Regiment of Foot.
Von 1734 bis 1754 war er als Abgeordneter für Banffshire Mitglied des britischen House of Commons.
1736 wurde er Captain des 1st (Royal) Regiment of Foot und kaufte sich dort 1742 einen Posten als Major. Er diente im Österreichischen Erbfolgekrieg und wurde 1744 zum Lieutenant-Colonel, 1746 zum Colonel und 1756 zum Major-General befördert. Von 1755 bis 1756 war er Colonel of the Regiment des neuaufgestellten 52nd Regiment of Foot und von 1756 bis zu seinem Tod Colonel of the Regiment des 44th Regiment of Foot.
Im Siebenjährigen Krieg kommandierte er 1757 eine Brigade bei der Einnahme von Fort Louisbourg und wurde Kommandeur der britischen Streitkräfte in Amerika nach der Ablösung von Loudoun im März von 1758.
Im Sommer 1758 führte er einen Feldzug gegen Fort Ticonderoga an. Abercrombie war zwar ein Organisationstalent, aber sehr schwankend in seiner Führungsqualität, so dass ihn seine Truppen Mrs. Nanny Cromby (Frau Kindermädchen Cromby) nannten. Er vollbrachte die bemerkenswerte Leistung, 15.000 Mann Truppen aufzustellen und sie und den zugehörigen Tross durch die Wildnis zu führen. Dann wurden jedoch am 8. Juli 1758 2.000 von ihnen in der Schlacht um Fort Ticonderoga getötet oder verwundet, was bewies, dass 15.000 Mann nicht ein mit 4.000 Mann besetztes und mit Kanonen bestücktes steinernes Fort durch einen Frontalangriff mit aufgepflanzten Bajonetten einnehmen können. Die Franzosen wurden von Louis-Joseph de Montcalm befehligt. Abercrombies Truppen gerieten in Panik und flohen, und er zog sich in sein befestigtes Lager südlich des Lake George zurück. Dieses Desaster führte 1759 zu seiner Ablösung durch General Jeffrey Amherst und seinem Rückruf nach Großbritannien. Gleichwohl wurde er 1759 zum Lieutenant-General und 1772 zum General befördert.
Er war mit Mary Duff, einer Schwester des William Duff, 1. Earl Fife, verheiratet und hatte mit ihr eine Tochter.